# アースレッド
アースレッドとは、アース製薬が製造販売している燻蒸・燻煙式殺虫剤。

## 概要
- ゴキブリやダニ、ノミ、蚊等の害虫の駆除に使える総合害虫駆除剤。始動方式は2種類あり、容器に水を注いだ後、それに金属薬剤缶を入れて浸すだけの加熱蒸散燻煙式と、『カチッ』と固定の音がするまで足でペダルを踏み込むだけの全量噴射式エアゾール式がある。アースレッドと名の付く商品は、一部を除いて第二類医薬品として厚生労働省より承認されているため、薬剤師や登録販売者、該当者が常駐する店舗（薬局・薬店・ドラッグストア・スーパーマーケット・コンビニエンスストア・ホームセンター・ディスカウントストア等）のみの販売となる。
- 加熱蒸散に使用する水は、アースレッド本体（外容器）に水位線が印刷されているので、その線まで水を入れて計量する方式。ただしこの方式はアースレッドのみの方式で、同じ加熱蒸散システムを使う「虫コロリ一撃必殺」や「ネズミ一発退場」、「車内のニオイとり」では、あらかじめ計量された水が袋に入った状態で販売される。
- 2009年6月の薬事法改正で類似ライバル商品の「バルサン」（中外製薬→ライオン→レック、やはり「第二類医薬品」）のテレビCMから「使用上の注意をよく読んで正しくお使い下さい。」の表示テロップがなくなったが、アースレッドのテレビCMに関しては引き続き行われている。

## 概略
- 1978年 - 販売開始。
- 1988年 - 「アースレッド」から「アースレッドW（ダブル）」へ改良。メトキサジアゾンとベルメトリンを採用。
- 1994年 - 「ダニアースレッド」発売。
- 1999年 - 水も不使用で全量噴射式エアゾールが採用された「アースレッドノンスモーク」発売。

## 製品ラインナップ
加熱蒸散燻煙式殺虫剤（水を使うタイプ）
- アースレッドW

水を使うタイプの基本。ゴキブリ・ダニ・ノミを部屋中まるごと駆除する総合駆除タイプ。容器の色は赤で、文字は赤。
- アースレッドプロα

アースレッドの中で、最も効き目が強いタイプ。アースレッドの有効成分に加え、プロポクスル（カーバメイト系）を配合し、薬剤抵抗性のあるゴキブリにも効果がある。なお、使用直後は刺激があるので換気時に注意が必要である（パッケージ正面下にも注意書きが記されている）。容器の色は金、文字は赤。
- ダニアースレッド

ダニやノミの駆除に特化したタイプ。アミドフルメト・フェノトリン・メトキサジアゾンのトリプル処方で、あらゆる室内に生息するダニに効果的。容器の色は黄色、文字は赤。
全量噴射式エアゾール（足でペダルを踏んで始動するタイプ。煙が出ないので、マンションやアパート等の集合住宅での使用に適している。）
- アースレッドW ノンスモーク霧タイプ

ゴキブリ・ダニ・ノミを部屋中まるごと駆除する総合駆除タイプ。有効成分の残効性に優れ、隣からのゴキブリの侵入を防ぐ。従来の「アースレッドノンスモーク霧タイプ」より改称。缶の色は赤、文字は赤。
- ダニアースレッド ノンスモーク霧タイプ

ダニアースレッドと同じトリプル処方を採用。噴射口を複数設けた三方広角ノズルを採用し、部屋の隅々まで薬剤が行き渡る。従来の「アースレッドノンスモーク霧タイプ　ダニ・ノミ用」より改称。缶の色は黄色、文字は赤。
お部屋別（足でペダルを踏んで始動する全量噴射式エアゾールタイプ）
- アースレッド リビング用

リビングでのゴキブリ・ダニ・ノミ駆除に特化した製品。2種類の有効成分（フェノトリン、メトキサジアゾン）を配合。外箱及び缶の色は灰色、文字は赤。
- アースレッド 寝室・子供部屋用

寝室や子供部屋のダニ駆除に特化した製品。2種類の有効成分（フェノトリン、アミドフルメト）配合。特にヒョウヒダニやツメダニに効く処方で、床面だけでなく、寝具の表面も同時に駆除することができる他、ダニの増殖を抑制する効果もある。外箱及び缶の色は青、文字は赤。
- アースレッド キッチン・ダイニング用

台所やダイニングのゴキブリ・ハエ駆除に特化した製品。2種類の有効成分（メトキサジアゾン、シフェノトリン）を配合。特にゴキブリに効く処方で、使用後もしばらくゴキブリが住み着くのを防ぐバリア効果もある。外箱及び缶の色は緑、文字は赤。
- アースレッド 和室用

2016年3月発売。和室のダニ・ノミ駆除に特化した製品。3種類の有効成分（フェノトリン、メトキサジアゾン、アミドフルメト）配合。外箱及び缶の色は金、文字は赤。

## 適用畳数による製品ラインナップ
- 6〜8畳

アースレッド リビング用を除く各商品（アースレッド 寝室・子供部屋用・アースレッド キッチン・ダイニング用を除く各商品には3個パックも販売されている）
- 9〜12畳

アースレッドW ノンスモーク霧タイプ・ダニアースレッド ノンスモーク霧タイプ（2個パックも販売されている）、アースレッド リビング用
- 12〜16畳

アースレッドW・アースレッドクリアダブル・アースレッドプロα・アースレッド 飲食店用・ダニアースレッド（3個パックも販売されている）、アースレッドW ノンスモーク霧タイプ・ダニアースレッド ノンスモーク霧タイプ（2個パックも販売されている）
- 18〜24畳

アースレッドW、アースレッド 飲食店用、ダニアースレッド（2個パックも販売されている）
- 30〜40畳

アースレッドW、アースレッド 飲食店用、ダニアースレッド

## 注意点
- 発生する煙から火事と誤認されることがあるので、説明書には「近所に伝言しておくこと」とある（すなわち、玄関に「アースレッドを焚いてます」の張り紙を張ることを奨励している）。商品によるが、炊いてから2時間以上程度は入室を避け、その後十分に換気・死骸の処理をすること。
- アースレッドノンスモーク霧タイプとアースレッド着火式煙タイプの併用は、スリ板タイプの火に霧タイプの噴射ガスが引火・爆発する危険性がある為、絶対に行ってはいけない旨説明書に記載がある。
- 煙感知型の火災報知器が誤作動するため使用する間、一時的に電源を落とすか商品添付の専用カバーまたはポリ袋等で覆い、直接かからないようにする必要がある。
- かつて、サッカー観戦時に発煙（炎）筒代わりに利用したサポーターがいたが、発煙筒同様、競技場内への持ち込みは原則禁止されている。
- 故障の原因になるためパソコンやゲーム機、HDDレコーダーといった精密機械、また食品への影響を考慮して、食品類や食器など置いている部屋ではビニールや布などで煙が入らないようカバーする事。
- 用法として、特に効果的なのはゴキブリ等が活動的になる夜間に使用することである。また、卵状態のゴキブリへの効きが弱いため、2〜3週間ほど経ってから再度使用すると一層の駆除効果がある。マンション等の集合住宅の場合、『アースレッド』を焚いていない隣室に逃げてしまって効果が薄まることも多い。
- 燻蒸・燻煙式であるため、クモやゲジなど、生きた害虫を積極的に捕食する肉食性の益虫までも駆除してしまい、結果的に将来の害虫繁殖を促進してしまうケースがある（リサージェンス）。
- 大型コンピューター設備のある所（データセンタやサーバルームなど）やUPS（無停電電源装置）を配備している場所では使用できない。

## CM出演
- 森光子
- 松居直美
- 荒井注
- 東八郎
- 小松政夫
- 志村けん
- 金田賢一 - アースレッドWが改良発売時、CMはパワードスーツを着用した青年二人がゴキブリを廻し蹴りで撃破するものなどが作成された。
- 西田敏行
- 眞鍋かをり
- 平井誠一（ナレーションのみ担当）